# Gamma Columbae
Gamma Columbae (α Columbae, α Col) este denumirea Bayer a unei stele subgigante din constelația Porumbelul. Are o magnitudine aparentă de 4,35. Se află la o distanță de aproximativ 854 ani-lumină (261,78 parseci) de Pământ.
Steaua, împreună cu ζ CMa, λ CMa, δ Col, θ Col, κ Col, λ Col, μ Col și ξ Col, a format Al Ḳurūd (ألقرد - al-qird), Maimuțele.